# Engelade
Engelade ist ein nach Seesen eingemeindetes Dorf am Rand des Harzes im Landkreis Goslar. Engelade ist flächenmäßig der kleinste Ortsteil der Stadt Seesen.

## Geschichte
Engelade [ɛŋəˈlaːdə] wurde erstmals in einem Lehnsregister um 1280 als Engela erwähnt. In dieser Zeit gaben die reichsfreien Edelherren von Meinersen in Engela den Zehnt als Lehen an die Brüder Burchard und Ludolf Grope.
Der bereits im Mittelalter im Ambergau bestehende Ort war über Jahrhunderte von der Landwirtschaft geprägt. Durch den Strukturwandel, in dessen Verlauf besonders im 20. Jahrhundert sämtliche Kleinkothöfe aufgegeben wurden, wurde es zur Trabantensiedlung. Das spiegelte sich auch in der beruflichen Herkunft der Ortsbürgermeister, die bis zum Zweiten Weltkrieg stets Landwirte waren und danach auch aus anderen Berufen kamen. Zu westfälischer Zeit war es als zuvor braunschweigischer Ort dem Distrikt Einbeck zugehörig. Seit 1977 wird das Schulgebäude als Dorfgemeinschaftshaus genutzt.
Die Kirche war im Mittelalter dem Archidiakonat Seesen im Bistum Hildesheim zugeordnet. Nach der Reformation wurde 1568 das Archidiakonat zur Superintendentur und das Patronat ging von den Hildesheimer Bischöfen auf die Braunschweiger Herzöge über.
Am 1. Juli 1972 wurde Engelade in die Stadt Seesen eingegliedert. Vor der Eingemeindung in die Stadt Seesen gehörte der Ort dem Landkreis Gandersheim an.
Die ev.-luth. Kirchengemeinde bildet heute mit Herrhausen am Harz (Landkreis Goslar) und Dannhausen (Landkreis Northeim) einen Pfarrverband, der zur Propstei Gandersheim-Seesen in der evangelisch-lutherischen Landeskirche in Braunschweig gehört.

## Politik

### Ortsrat
Der Ortsrat, der Engelade vertritt, setzt sich aus sieben Mitgliedern zusammen. Die Ratsmitglieder werden durch eine Kommunalwahl für jeweils fünf Jahre gewählt.
Bei der Kommunalwahl 2021 ergab sich folgende Sitzverteilung:
| Ortsrat 2021Insgesamt 7 Sitze - SPD: 5 - CDU: 2 |

## Sehenswürdigkeiten

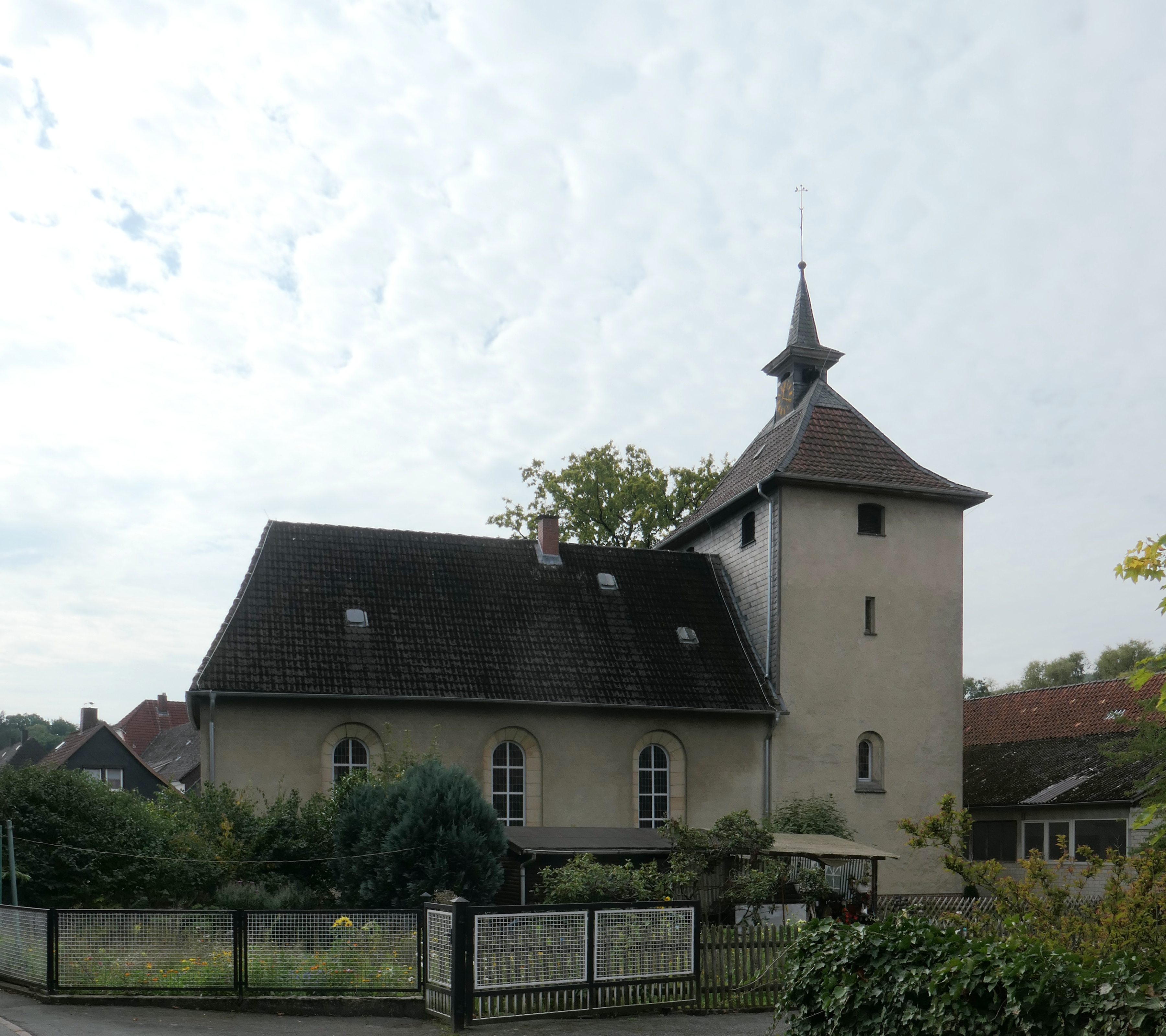
St.-Pankratius-Kirche

St.-Pankratius-Kirche: Sie bestand bereits vor dem Dreißigjährigen Krieg als Bruchsteinbau. 1713 bekam sie größere Fenster. Von 1878 bis 1881 erfolgte ein vollständiger Umbau im neuromanischen Stil und eine neue Orgel wurde eingebaut. Bei einem weiteren Umbau 1960 wurde sie ersetzt. Nach den Weltkriegen mussten auch die Glocken ersetzt werden, da man sie eingeschmolzen hatte.

## Persönlichkeiten
- August Raabe (1759–1841), Postbeamter und Publizist